# Alter jüdischer Friedhof (Sušice)
Koordinaten: 49° 13′ 27″ N, 13° 30′ 29,2″ O
Der Alte jüdische Friedhof in Sušice (deutsch Schüttenhofen), Bezirk Okres Klatovy in der südwestböhmischen Region Plzeňský kraj, Tschechien, ist der ältere der beiden jüdischen Friedhöfe in Sušice, welche die einzige Erinnerung an die jüdische Bevölkerung der Stadt sind.

## Geschichte
Der Friedhof wurde 1626 innerhalb der Stadtmauer angelegt, nachdem dem Antrag der jüdischen Bürger im August 1661 stattgegeben wurde. Der älteste noch lesbare Grabmal ist von 1708, enthält zahlreiche wwertvolle Grabsteine im barocken und klassizistischen Stil. Begräbnisse fanden bis 1875 statt.
Aufgrund der kleinen Fläche des Friedhofs kam es immer wieder zu Platzengpässen, so dass die Gemeinde um Zukauf beziehungsweise Zuweisung weiterer kleiner Grundstücke nachsuchen musste, konkret 1661, 1739, 1772, 1791 und 1810, bis schließlich ab 1875 der neue jüdische Friedhof zur Verfügung stand.
In den Jahren 1987/88 wurde der Friedhof restauriert. Der Alte jüdischer Friedhof ist seit 1992 ein geschütztes Kulturdenkmal.

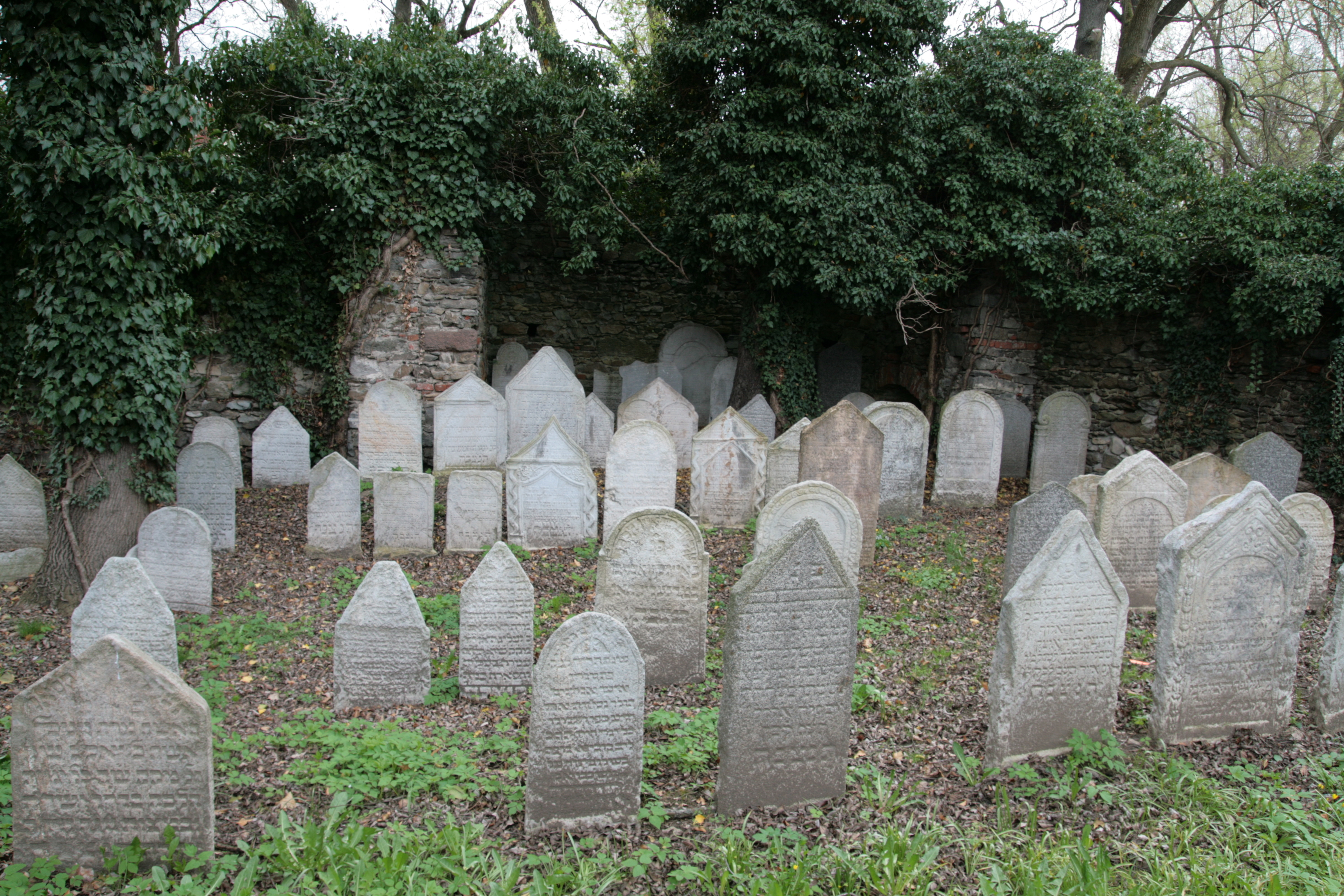
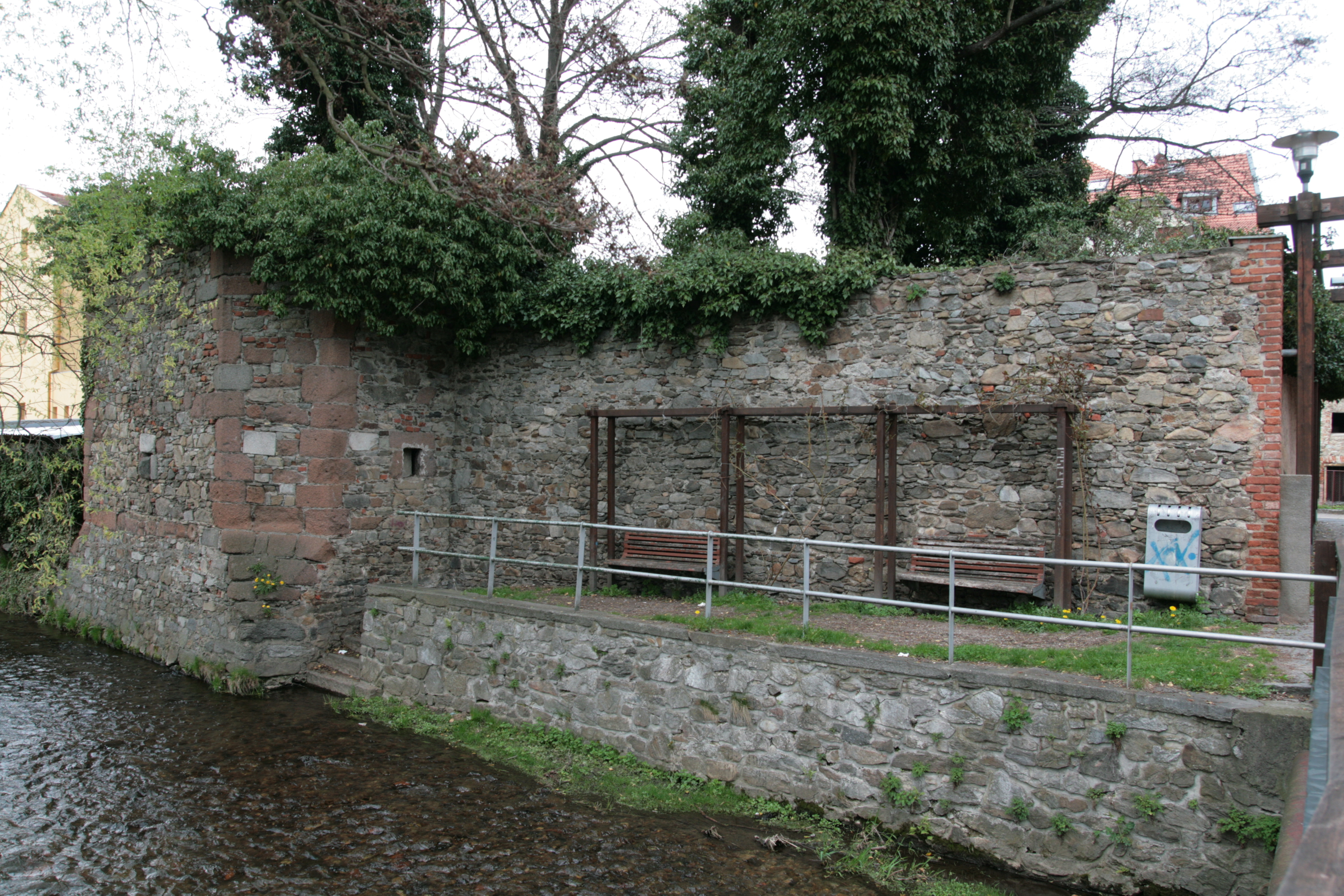
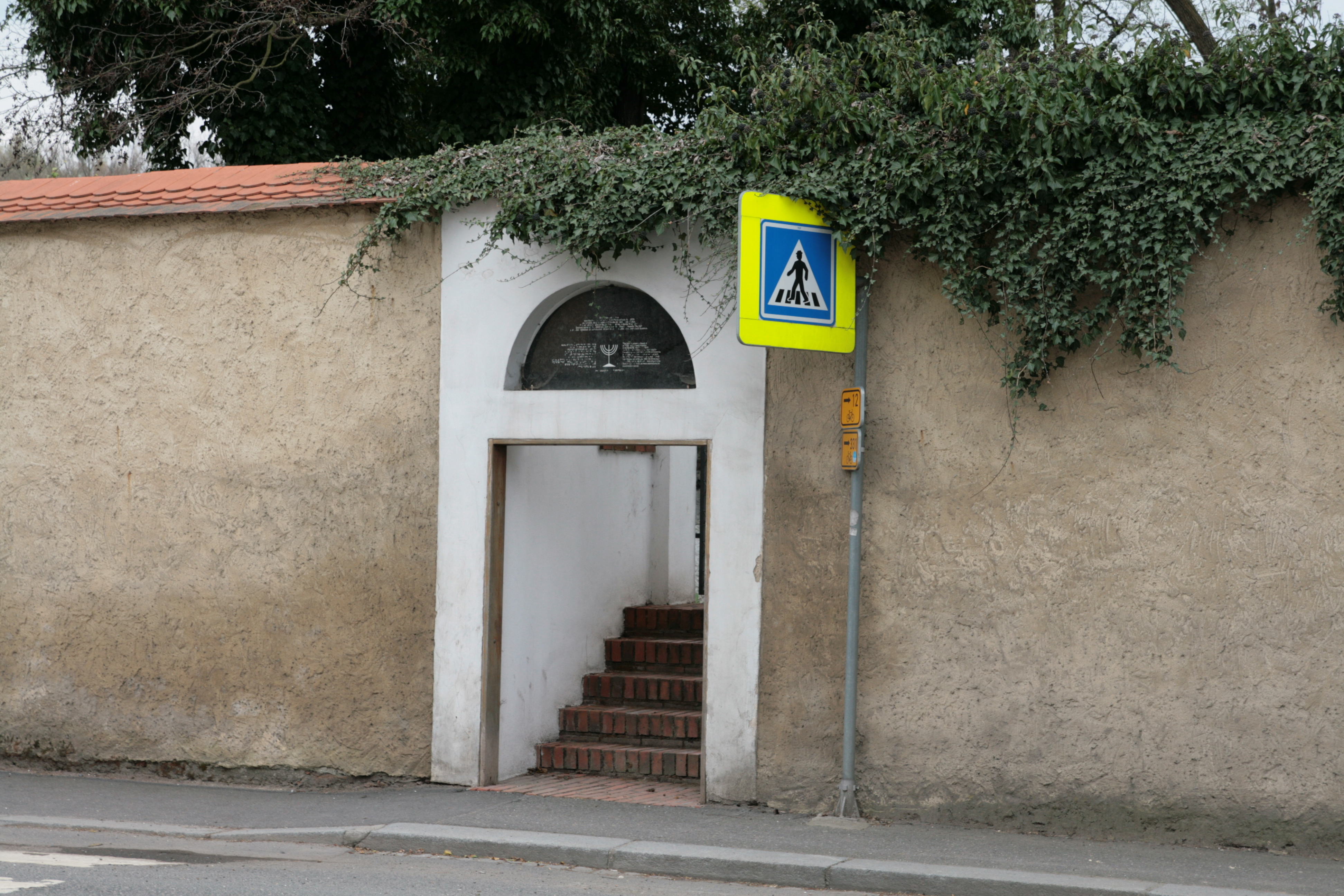